# Geborene Lipowski
...geborene Lipowski ist der achte Fernsehfilm der achtteiligen Reihe Interpol (1963–1967).

## Handlung
Ein Fall von versuchtem Versicherungsbetrug: Anja Lipowski heiratet Antonio Xerra, einen Hafenarbeiter aus Griechenland. Als auf einem Frachtschiff ein Brand ausbricht, entkommt Antonio nur mit knapper Not, ohne dabei bemerkt zu werden. Ehefrau Anja kommt nun auf die Idee, die Versicherung zu betrügen, indem Antonio untertaucht und für tot erklärt wird, was letztendlich misslingt.   